# Yūji Ueda
No confundir con Yōji Ueda
Yuji Ueda (うえだ ゆうじ Ueda Yūji?) nacido en 15 de junio de 1967) es un seiyū muy popular en Japón.
Es muy conocido por interpretar a personajes como Sagara Sanosuke de Rurouni Kenshin, Higure Yamitaro de MegaMan NT Warrior, Akito Tenkawa de Martian Successor Nadesico, Takeshi de Pokémon, Horohoro de Shaman King, Keitarō Urashima de Love Hina, y también por su papel como Umehito Nekozawa de Ouran High School Host Club

## Trasfondo
Él nació en Fukuoka y tiene muchos papeles de voz, incluyendo el papel del protagonista de Love Hina y Martian Successor Nadesico. 
Ueda hasta ahora tiene 160 papeles de doblaje según Anime News Network en 24 de julio de 2006. También es un actor de voz muy versátil.

## Roles interpretados

### Anime
- Tasuke Yasuda - A Cheeky Angel (2002)
- Kato - Angel Sanctuary (2001)
- Sora Inoue - Bleach (2004)
- Yoshiki Yaegashi - Blue Seed (1994)
- Yama-Ō - Bonobono (1995)
- Kiyoshirō Okamoto - BØY (1997)
- Daly Wong - Bubblegum Crisis Tokyo 2040 (1998)
- Kyohei Tachibana - Burst Angel (2004)
- DT - Buzzer Beater (2007)
- Hiroyasu Ueda - Chobits (2002)
- Jun Ishikawa - Cromartie High School (2003)
- Johannes Krauser II - Detroit Metal City (2008)
- Kerry - Devil May Cry (2007)
- Abarenbō - Di Gi Charat (1998)
- Dinohyumon - Digimon movie 7 (2002)
- Sakurajima - Animal Crossing: La Película, adaptación de la serie de videojuegos Animal Crossing (2006)
- Rowen - Elemental Gelade (2005)
- Hakim Atawari - Emma - A Victorian Romance
- Reeden - Vision of Escaflowne (1996)
- Yoshio - Fancy Lala (1998)
- Amiboshi - Fushigi Yūgi (1995)
- Suboshi - Fushigi Yūgi (1995)
- Makoto Onoda - Futari Ecchi
- Chairman - Genshiken
- Opening song performer and various characters - Gyagu Manga Biyori
- Zolf J. Kimblee - Fullmetal Alchemist (2004)
- Jean Havoc - Fullmetal Alchemist: Brotherhood (2009)
- Kōtarō Nanbara - Hand Maid May (2001)
- Hajime Shibata - Hell Girl (2005)
- Shinobu Morita - Honey and Clover (2005)
- Hōjō - InuYasha (2000-2004)
- Karudio - Konjiki no Gash Bell!! (2003)
- Keitarō Urashima - Love Hina Again (2002) & Love Hina (2000)
- Tenkawa Akito - Martian Successor Nadesico (1996)
- Yuuichiro, Higure, Coloredman, Numberman - Rockman EXE series
- Shuichi Takamizawa - Midori no Hibi (Midori Days) (2004)
- Billy Katagiri - Mobile Suit Gundam 00 (2007)
- Naoto "Nao-kun" Tezuka - Moetan (2007)
- Adashino - Mushishi (2005)
- Masashi Takeda - My-HiME (2004)
- Sarquiss - One Piece
- Nekozawa Umehito - Ouran High School Host Club (2006)
- Deji Devil - Panyo Panyo Di Gi Charat (2002)
- Tatsunosuke - Peacemaker Kurogane (2004)
- Takeshi (Brock) - Pokémon (1997)
- Jiro Akutagawa - Prince of Tennis (2004)
- James - Project Blue: Chikyū SOS (2006)
- Sagara Sanosuke  - Rurouni Kenshin (1996) & Rurouni Kenshin: Seisōhen (2001)
- Sadamitsu Tsubaki - Sadamitsu the Destroyer (2001)
- Kurikichi - Samurái (2001)
- Yūichi Kudō - Sensei no Ojikan (Doki Doki School Hours) (2004)
- Masaru Hananakajima - Sexy Commando Gaiden: Sugoiyo! Masaru-san (1998)
- Horokeu Usui (a.k.a Horohoro, Trey Racer) - Shaman King
- Pierre Takida - Stellvia of the Universe (2003)
- Urien - Street Fighter III: New Generation (1997)
- Naoyuu Asano - The Twelve Kingdoms (2002)
- Yoshio Saotome - Tokimeki Memorial (1994[cita requerida])
- Hameln - Violinist of Hameln (TV series) (1996)
- Yousuke Fuuma - Wedding Peach (1995)
- Kakyo Kuzuki - X/1999 (2001)
- Mitsuru Ayanokouji, Kozaky - Yu-Gi-Oh! Duel Monsters GX
- Kappa - Ushio to Tora (2015)
- Saitō Tatsuoki - Nobunaga no Shinobi (2016-2017)
- Eisaku Noguchi - Sangatsu no Lion (2017)

### OVA
- Makoto Onoda - Futari Ecchi
- Yoshiki Yaegashi - Blue Seed Beyond

### Videojuegos
- Zabel Zarock/Lord Raptor, Rikuo/Aulbath, Jon Talbain/Gallon - Darkstalkers
- Takuto Meyers - Galaxy Angel (2002), Galaxy Angel: Moonlit Lovers(2003), Galaxy Angel: Eternal Lovers (2004), Galaxy Angel II ~Zettai Ryouiki no Tobira~ (2006), Galaxy Angel II ~Mugen Kairou no Kagi~ (2007)
- Oscar Reeves - Growlanser, Growlanser II: The Sense of Justice
- Zappa - Guilty Gear XX (2002)
- Jin Saotome - Marvel vs. Capcom series (1999)
- Krino Sandra  & Zabel Zarock/Lord Raptor - Namco X Capcom (2005)
- Kyosuke Takakura - Nana (PS2) (2005)
- Shoma Sawamura - Rival Schools series (1998)
- Maeda Keiji, Sasaki Kojirō - Samurai Warriors
- Roger Sasuke - Shikigami no Shiro
- Claude C. Kenni - Star Ocean: The Second Story
- Balrog/Blanka - Street Fighter Alpha (1995)
- Urien - Street Fighter III and Street Fighter III: 2nd Impact
- Blanka - Street Fighter IV (2008)
- Tram - Summon Night Craft Sword Monogatari: Hajimari no Ishi
- Spada Belforma - Tales of Innocence
- Motoharu Masaki - Tokimeki Memorial Girl's Side: 2nd Kiss